# Xian de Wei (Handan)
Pour les articles homonymes, voir Wei.
Le xian de Wei (魏县 ; pinyin : Wèi Xiàn) est un district administratif de la province du Hebei en Chine. Il est placé sous la juridiction de la ville-préfecture de Handan.

## Démographie
La population du district était de 776 775 habitants en 1999.